# The Cameron Highlanders of Ottawa (Duke of Edinburgh's Own)
The Cameron Highlanders of Ottawa (Duke of Edinburgh's Own) est un régiment d'infanterie de la Première réserve des Forces armées canadiennes faisant partie du 33e Groupe-brigade du Canada de l'Armée canadienne au sein de la 4e Division du Canada stationné à Ottawa en Ontario.

## Historique
Le régiment a participé au débarquement du 6 juin 1944 sur la plage Juno et à l'opération Windsor lors de la Seconde Guerre mondiale.